# Момчилович, Мирослав
Мирослав Момчилович (серб. Мирослав Момчиловић, 11 мая 1969, Белград) — сербский кинорежиссёр и сценарист.

## Биография
Закончил театральный факультет Белградского университета. Начинал в кино как сценарист, его режиссёрским дебютом стал фильм Семь с половиной (2006), привлекший внимание критики и публики.

## Фильмография
- 2006: Семь с половиной / Седам и по (премия за режиссёрский дебют на Фестивале независимого кино в Риме)
- 2009: Жди меня, я навряд ли приду / Чекај ме, ја сигурно нећу доћи (премия за режиссуру на МКФ в Софии)
- 2012: Смерть человека на Балканах / Смрт човека на Балкану (премия Независимая камера на МКФ в Карловых Варах)